# Пулінья
Пулінья́ (кат. Polinyà) — муніципалітет, розташований в Автономній області Каталонія, в Іспанії. Код муніципалітету за номенклатурою Інституту статистики Каталонії — 81672. Знаходиться у районі (кумарці) Бальєс-Уксідантал (коди району — 40 та VC) провінції Барселона, згідно з новою адміністративною реформою перебуватиме у складі Баґарії (округи) Барселона.

## Населення
Населення міста (у 2007 р.) становить 7.105 осіб (з них менше 14 років — 18,1%, від 15 до 64 — 74,6%, понад 65 років — 7,3%). У 2006 р. народжуваність склала 136 осіб, смертність — 22 особи, зареєстровано 55 шлюбів. У 2001 р. активне населення становило 2.710 осіб, з них безробітних — 301 особа.
Серед осіб, які проживали на території міста у 2001 р., 3.476 народилися в Каталонії (з них 2.039 осіб у тому самому районі, або кумарці), 1.494 особи приїхали з інших областей Іспанії, а 175 осіб приїхало з-за кордону.
Університетську освіту має 4,4% усього населення. 
У 2001 р. нараховувалося 1.740 домогосподарств (з них 13,3% складалися з однієї особи, 29% з двох осіб,22,2% з 3 осіб, 25,1% з 4 осіб, 7,2% з 5 осіб, 2,2% з 6 осіб, 0,6% з 7 осіб, 0,2% з 8 осіб і 0,2% з 9 і більше осіб).
Активне населення міста у 2001 р. працювало у таких сферах діяльності: у сільському господарстві — 0,7%, у промисловості — 50,6%, на будівництві — 9% і у сфері обслуговування — 39,8%.
У муніципалітеті або у власному районі (кумарці) працює 7.281 особа, поза районом — 1.285 осіб.

### Безробіття
У 2007 р. нараховувалося 294 безробітних (у 2006 р. — 298 безробітних), з них чоловіки становили 30,6%, а жінки — 69,4%.

## Економіка

### Підприємства міста

#### Промислові підприємства
| \| Промислові підприємства міста, за сферою діяльності \| Промислові підприємства міста, за сферою діяльності \| Промислові підприємства міста, за сферою діяльності \| \| Рік \| 2002 р. \| 2001 р. \| \| --------------------------------------------------- \| --------------------------------------------------- \| --------------------------------------------------- \| \| Енергетичні та водні ресурси \| 0,3% \| 0,3% \| \| Хімія та метали \| 10,6% \| 10,1% \| \| Переробка металів \| 59,6% \| 59,2% \| \| Продукти харчування \| 3,2% \| 3,2% \| \| Текстиль \| 4,8% \| 5,4% \| \| Виробництво меблів, видання \| 11,2% \| 11,7% \| \| Інше \| 10,3% \| 10,1% \| \| Усього підприємств \| 312 \| 316 \| |         |         |
| Промислові підприємства міста, за сферою діяльності |         |         |
| Рік | 2002 р. | 2001 р. |
| Енергетичні та водні ресурси | 0,3%    | 0,3%    |
| Хімія та метали | 10,6%   | 10,1%   |
| Переробка металів | 59,6%   | 59,2%   |
| Продукти харчування | 3,2%    | 3,2%    |
| Текстиль | 4,8%    | 5,4%    |
| Виробництво меблів, видання | 11,2%   | 11,7%   |
| Інше | 10,3%   | 10,1%   |
| Усього підприємств | 312     | 316     |

#### Роздрібна торгівля
| \| Підприємства роздрібної торгівлі міста, за сферою діяльності \| Підприємства роздрібної торгівлі міста, за сферою діяльності \| Підприємства роздрібної торгівлі міста, за сферою діяльності \| \| Рік \| 2002 р. \| 2001 р. \| \| ------------------------------------------------------------ \| ------------------------------------------------------------ \| ------------------------------------------------------------ \| \| Продукти харчування \| 32% \| 34,2% \| \| Одяг та взуття \| 14,7% \| 14,5% \| \| Товари для дому \| 12% \| 13,2% \| \| Книги та періодичні видання \| 4% \| 3,9% \| \| Промислова хімічна продукція \| 10,7% \| 10,5% \| \| Продукція, пов'язана з транспортними засобами \| 8% \| 7,9% \| \| Інше \| 18,7% \| 15,8% \| \| Усього підприємств \| 75 \| 76 \| |         |         |
| Підприємства роздрібної торгівлі міста, за сферою діяльності |         |         |
| Рік | 2002 р. | 2001 р. |
| Продукти харчування | 32%     | 34,2%   |
| Одяг та взуття | 14,7%   | 14,5%   |
| Товари для дому | 12%     | 13,2%   |
| Книги та періодичні видання | 4%      | 3,9%    |
| Промислова хімічна продукція | 10,7%   | 10,5%   |
| Продукція, пов'язана з транспортними засобами | 8%      | 7,9%    |
| Інше | 18,7%   | 15,8%   |
| Усього підприємств | 75      | 76      |

#### Сфера послуг
| \| Підприємства міста, що працюють у сфері послуг, за діяльністю \| Підприємства міста, що працюють у сфері послуг, за діяльністю \| Підприємства міста, що працюють у сфері послуг, за діяльністю \| \| Рік \| 2002 р. \| 2001 р. \| \| ------------------------------------------------------------- \| ------------------------------------------------------------- \| ------------------------------------------------------------- \| \| Гуртова торгівля \| 26,5% \| 26,9% \| \| Готелі та готельний бізнес \| 13,4% \| 13,3% \| \| Транспорт та зв'язок \| 28% \| 27,5% \| \| Посередницькі фінансові послуги \| 1,8% \| 1,9% \| \| Послуги підприємствам \| 5,1% \| 5,9% \| \| Послуги фізичним особам \| 14,9% \| 15,4% \| \| Нерухомість та ін. \| 10,4% \| 9,3% \| \| Усього підприємств \| 336 \| 324 \| |         |         |
| Підприємства міста, що працюють у сфері послуг, за діяльністю |         |         |
| Рік | 2002 р. | 2001 р. |
| Гуртова торгівля | 26,5%   | 26,9%   |
| Готелі та готельний бізнес | 13,4%   | 13,3%   |
| Транспорт та зв'язок | 28%     | 27,5%   |
| Посередницькі фінансові послуги | 1,8%    | 1,9%    |
| Послуги підприємствам | 5,1%    | 5,9%    |
| Послуги фізичним особам | 14,9%   | 15,4%   |
| Нерухомість та ін. | 10,4%   | 9,3%    |
| Усього підприємств | 336     | 324     |

## Житловий фонд
У 2001 р. 5,6% усіх родин (домогосподарств) мали житло метражем до 59 м², 44,9% — від 60 до 89 м², 35,3% — від 90 до 119 м² і 14,1% — понад 120 м².
З усіх будівель у 2001 р. 14,3% було одноповерховими, 63,7% — двоповерховими, 9,6% — триповерховими, 5,8% — чотириповерховими, 4,4% — п'ятиповерховими, 2,1% — шестиповерховими,
0% — семиповерховими, 0,1% — з вісьмома та більше поверхами.

## Автопарк
| \| Автомобілі, зареєстровані у місті, за призначенням \| Автомобілі, зареєстровані у місті, за призначенням \| Автомобілі, зареєстровані у місті, за призначенням \| \| Рік \| 2006 р. \| 2005 р. \| \| -------------------------------------------------- \| -------------------------------------------------- \| -------------------------------------------------- \| \| Приватні автомобілі \| 64,8% \| 65,4% \| \| Мотоцикли \| 7,6% \| 7% \| \| Вантажівки \| 21,7% \| 21,7% \| \| Трактори \| 1,6% \| 1,5% \| \| Автобуси та ін. \| 4,3% \| 4,5% \| \| Усього автомобілів \| 5.488 шт. \| 5.196 шт. \| |           |           |
| Автомобілі, зареєстровані у місті, за призначенням |           |           |
| Рік | 2006 р.   | 2005 р.   |
| Приватні автомобілі | 64,8%     | 65,4%     |
| Мотоцикли | 7,6%      | 7%        |
| Вантажівки | 21,7%     | 21,7%     |
| Трактори | 1,6%      | 1,5%      |
| Автобуси та ін. | 4,3%      | 4,5%      |
| Усього автомобілів | 5.488 шт. | 5.196 шт. |

## Вживання каталанської мови
У 2001 р. каталанську мову у місті розуміли 94,6% усього населення (у 1996 р. — 93,3%), вміли говорити нею 66,3% (у 1996 р. — 63,5%), вміли читати 69,4% (у 1996 р. — 63,3%), вміли писати 44,9% (у 1996 р. — 36,8%). Не розуміли каталанської мови 5,4%.

## Політичні уподобання
У виборах до Парламенту Каталонії у 2006 р. взяло участь 2.387 осіб (у 2003 р. — 2.347 осіб). Голоси за політичні сили розподілилися таким чином:
| \| Вибори до Парламенту Каталонії \| Вибори до Парламенту Каталонії \| Вибори до Парламенту Каталонії \| \| Рік \| 2006 р. \| 2003 р. \| \| -------------------------------------- \| ------------------------------ \| ------------------------------ \| \| Конвергенція та Єднання (CiU) \| 29,7% \| 26,2% \| \| Соціалістична партія Каталонії (PSC) \| 34,7% \| 41,4% \| \| Народна партія (PP) \| 8,9% \| 9,4% \| \| Ініціатива за зелену Каталонію (IC) \| 10,1% \| 10,2% \| \| Республіканська лівиця Каталонії (ERC) \| 10,7% \| 10,9% \| \| Громадянська партія (C's) \| 3,3% \| 0% \| \| Інші \| 2,6% \| 1,8% \| |         |         |
| Вибори до Парламенту Каталонії |         |         |
| Рік | 2006 р. | 2003 р. |
| Конвергенція та Єднання (CiU) | 29,7%   | 26,2%   |
| Соціалістична партія Каталонії (PSC) | 34,7%   | 41,4%   |
| Народна партія (PP) | 8,9%    | 9,4%    |
| Ініціатива за зелену Каталонію (IC) | 10,1%   | 10,2%   |
| Республіканська лівиця Каталонії (ERC) | 10,7%   | 10,9%   |
| Громадянська партія (C's) | 3,3%    | 0%      |
| Інші | 2,6%    | 1,8%    |

У муніципальних виборах у 2007 р. взяло участь 2.763 особи (у 2003 р. — 2.576 осіб). Голоси за політичні сили розподілилися таким чином:
| \| Муніципальні вибори \| Муніципальні вибори \| Муніципальні вибори \| \| Рік \| 2007 р. \| 2003 р. \| \| -------------------------------------- \| ------------------- \| ------------------- \| \| Конвергенція та Єднання (CiU) \| 28,6% \| 23,6% \| \| Соціалістична партія Каталонії (PSC) \| 40,9% \| 37,2% \| \| Народна партія (PP) \| 5,2% \| 10,5% \| \| Ініціатива за зелену Каталонію (IC) \| 11,7% \| 22% \| \| Республіканська лівиця Каталонії (ERC) \| 5,2% \| 6,7% \| \| Громадянська партія (C's) \| 0% \| 0% \| \| Інші \| 8,4% \| 0% \| |         |         |
| Муніципальні вибори |         |         |
| Рік | 2007 р. | 2003 р. |
| Конвергенція та Єднання (CiU) | 28,6%   | 23,6%   |
| Соціалістична партія Каталонії (PSC) | 40,9%   | 37,2%   |
| Народна партія (PP) | 5,2%    | 10,5%   |
| Ініціатива за зелену Каталонію (IC) | 11,7%   | 22%     |
| Республіканська лівиця Каталонії (ERC) | 5,2%    | 6,7%    |
| Громадянська партія (C's) | 0%      | 0%      |
| Інші | 8,4%    | 0%      |